# Legend of the Dinosaurs
Legend of the Dinosaurs (Kyôryuu: Kaichô no densetsu) is een Japanse kaijufilm geproduceerd door Toei Company in 1977. De film werd geregisseerd door Junji Kurata.

## Verhaal
Als gevolg van extreme weersomstandigheden op de Fuji ontwaakt een prehistorische Plesiosaurus uit een jarenlange slaap. Het beest begint al snel een klein stadje te terroriseren, en voedt zich met toeristen die een meer bezoeken.
Ondertussen komt in een ijsgrot in de Fuji een ei uit, waaruit een ander prehistorisch monster tevoorschijn komt. De twee monsters komen elkaar al snel tegen, en een gevecht is onvermijdelijk. In hun strijd wordt menige Japanse stad platgegooid.

## Cast
- Tsunehiko Watase
- Nobiko Sawa
- Shôtarô Hayashi
- Tomoko Kiyoshima
- Fuyukichi Maki
- David Freedman
- Maureen Peacock
- Catherine Laub
- Hiroshi Nawa
- Ginji Nakamura
- Masataka Iwao
- Goro Oki
- Yusuke Tsukasa
- Yukio Miyagi
- Akira Moroguchi

## Achtergrond
De film staat ook bekend onder de titels “Legend of Dinosaurs and Monster Birds” en “Legend of Dinosaurs and Ominous Birds”.
De film werd bespot in de televisieserie Mystery Science Theater 3000. Daarnaast werd hij verwerkt in de Out of this World Super Shock Show.